# بشار جعفري
بشار الجعفري (14 نيسان 1956 في دمشق) هو دبلوماسي وسياسي سوري، نائب وزير الخارجية والمغتربين للجمهورية العربية السورية بين 22 نوفمبر (تشرين الثاني) 2020، وحتى عام 2022 ، ثم استلم منصب سفير سوريا في موسكو بين عامي 2022 / 2025 ,بعد اقالته من منصبه و استدعائه من قبل وزير الخارجية السوري أسعد الشيباني بسبب تأييده لنظام الرئيس المخلوع المجرم على مدار أربعة عشر عاماً. 
كما شغل منصب الممثل الدائم للجمهورية العربية السورية في مقر الأمم المتحدة في نيويورك، منذ عام 2006 حتى عام 2020، وهو يتحدث العربية، الإنجليزية، الفرنسية والفارسية بطلاقة.
متزوج من امرأة ايرانية تدعى شهره اسكندري والتي حصلت على الجنسية العربية السورية باستثناء صادر عن الرئيس بشار الأسد ، ولديه منها ثلاثة أولاد : شهرزاد ويارا وأمير

## عمله
بدأ الجعفري تجربة عمله في وزارة الشؤون الخارجية في عام 1980. وكان السكرتير الثالث في السفارة السورية في باريس ما بين 1983-1988. خدم مرة أخرى في السفارة السورية في فرنسا على مستوى وزير مستشار في الفترة 1997-1998. ومن 1998-2002، وكان الجعفري قد عُين الوزير المفوض والقائم بالأعمال في السفارة السورية في اندونيسيا. في عام 2002، تم تعيينه مديرا لإدارة المنظمات الدولية في وزارة الشؤون الخارجية في دمشق، سورية، كان يشغل المنصب حتى عام 2004. ثم أدى اليمين في منصب الممثل السفير فوق العادة والمفوض والممثل الدائم للجمهورية العربية السورية لدى مكتب الأمم المتحدة في جنيف. في عام 2006، تولى الجعفري منصب سفير فوق العادة، والمفوض والممثل الدائم للجمهورية العربية السورية لدى مقر الأمم المتحدة في نيويورك.

## دراسته
- ماجستير في الترجمة والتعريب (1978) جامعة دمشق - سوريا.
- ماجستير في العلاقات الدولية السياسية (1982) المعهد الدولي للإدارة العامة - باريس، فرنسا.
- ماجستير في إدارة المنظمات الدولية (1982) جامعة الأختام - فرنسا.
- دكتوراه في العلوم السياسية (1989) جامعة الأختام - فرنسا.
- دكتوراه في العلوم السياسية (1989) جامعة باريس - فرنسا.
- دكتوراه في تاريخ الحضارة الإسلامية في جنوب شرق آسيا (1989) جامعة سياريف هداية الله - جاكرتا - اندونيسيا.[3]

## مؤلفات
بتاريخ 12 تموز 2021، أقيم في مكتبة الأسد الوطنية بدمشق، حفل توقيع كتاب (سورية وعصبة الأمم) لمؤلفه الدكتور بشار الجعفري، والصادر عن دار بستان هشام للنشر.